# Jean-Marie Dedecker
Jean-Marie Louis Dedecker (Nieuwpoort, 13 juni 1952) is een Belgisch rechts-liberaal politicus en voormalig judocoach. Van 1999 tot 2006 was hij lid van de VLD. Na een zeer kort lidmaatschap van de N-VA eind 2006, richtte hij begin 2007 Lijst Dedecker op, waarvoor hij tot 2014 in het parlement zetelde. Sindsdien heeft de partij enkel nog een lokale afdeling in Middelkerke, waar Dedecker sinds 2019 burgemeester is. Daarnaast zetelt hij sinds datzelfde jaar in het parlement als volksvertegenwoordiger na telkens als onafhankelijke op de N-VA-lijst te staan bij de federale verkiezingen van 2019 en 2024.

## Biografie
Dedecker studeerde in 1970 af aan het Bisschoppelijk College van Veurne.

### Zakencarrière
Aanvankelijk werkte Dedecker in een betonfabriek. In 1972 werd hij bankbediende bij de Bank Brussel Lambert. Hij bracht het uiteindelijk tot bankdirecteur en werd vervolgens zelfstandig verzekeringsmakelaar. Ook leidde hij een aantal horecazaken, stond hij aan het hoofd van een visrokerij en stichtte hij een reclame- en sponsoringsbureau. Tevens werd hij actief in de duurzame energie, meer bepaald in de invoer van actieve en intelligente dagkoepels.

### Sportcarrière
Als judoka behaalde Dedecker zilver op het "Open kampioenschap Canada" te Quebec in 1981. Hij was van 1981 tot 2000 bondscoach van de Belgische Judobond. Onder zijn leiding haalde het Belgische team resultaten met Ulla Werbrouck, de broers Johan en Philip Laats, Harry Van Barneveld, Gella Vandecaveye, Heidi Rakels, Inge Clement en Marie-Isabelle Lomba. Samen behaalden deze meer dan 130 medailles, waaronder vier olympische (behaald in Atlanta). Hoogtepunt waren naar eigen zeggen de door hemzelf georganiseerde Europese kampioenschappen judo 1997 in Oostende, waarbij België negen medailles behaalde. Hij was sportief adviseur van de wielrenner Francesco Planckaert. Van 1996 tot 2000 was hij bestuurder van het Belgisch Olympisch en Interfederaal Comité.

### Politieke carrière

#### VLD
Hij stapte in 1999 in de politiek en werd als wit konijn van de VLD binnengehaald. Van 1999 tot 2004 zetelde hij voor de partij als rechtstreeks gekozen senator in de Senaat. Bij de verkiezingen van juni 1999 werd hij verkozen met 52.492 voorkeurstemmen, waardoor hij de enige kandidaat was die de lijstvolgorde kon doorbreken. Vervolgens zetelde hij van juni 2004 tot juni 2007 voor de kieskring West-Vlaanderen in het Vlaams Parlement. Tussen juli 2004 en juni 2007 werd hij door het Vlaams Parlement aangewezen als gemeenschapssenator. In de Senaat was Dedecker lid van de commissies Buitenlandse Betrekkingen en Landsverdediging en Sociale Aangelegenheden en van 2003 tot 2006 voorzitter van de commissie Financiën en Economische Aangelegenheden en in het Vlaams Parlement zetelde hij in de commissie Cultuur, Jeugd, Sport en Media. Op lokaal niveau was hij van 2001 tot 2012 gemeenteraadslid van Oostende.
In januari 2002 veroorzaakte hij ophef door een journalist van VTM binnen te smokkelen in de cel van Marc Dutroux. De heisa die hierop volgde kostte hem bijna het lidmaatschap van de partij, maar hij kwam er uiteindelijk vanaf met een schorsing van drie maanden.
Eind 2004 stelde hij zich, net als Bart Somers en Patricia De Waele, kandidaat voor het voorzitterschap van de VLD. Hij werd daarbij tweede in de kiesstrijd (na Somers) met 38,32% van de geldig uitgebrachte stemmen. Hijzelf vermoedde manipulatie van de resultaten in zijn nadeel.
Dedecker was ook betrokken bij de stichting van afdelingen van de denktank Nova Civitas in West-Vlaanderen. Begin 2006 verscheen zijn boek Rechts voor de raap, met daarin een passage waarin hij zich kantte tegen het cordon sanitaire rond het Vlaams Belang verontwaardiging opwekte. In september van dat jaar beweerde Dedecker de namen van vier Belgische wielrenners te kennen die betaald hadden om zich te laten doperen.
Op 11 oktober 2006 werd Dedecker uit de VLD gezet, na een dispuut met toenmalig stadsgenoot en lokaal lijsttrekker Bart Tommelein. Hugo Coveliers vroeg hem daarna om Vlaams Liberaal Onafhankelijk Tolerant Transparant (VLOTT), opgericht door Coveliers nadat die eveneens uit de VLD was gezet, in West-Vlaanderen mee uit te bouwen, maar Dedecker ging niet op dit aanbod in.

#### Cassandra en N-VA
Op 17 november 2006 richtte Dedecker de rechts-liberale denktank Cassandra op. Twaalf dagen later raakte bekend dat hij voor het lidmaatschap van de N-VA koos. Zijn komst naar de N-VA betekende meteen het einde van het kartel dat de partij had met de CD&V. Deze partij kon zich niet verzoenen met de standpunten en de communicatiestijl van Dedecker. Zowel het Algemeen Christelijk Werknemersverbond, bij monde van voorzitter Jan Renders, als de conservatieve vleugel binnen de CD&V uitten fundamentele ideologische bezwaren tegen het lidmaatschap van Dedecker bij de kartelpartner. Na een onbesliste stemming van 10 tegen 10 van het partijbestuur besliste de partijraad van de N-VA op 9 december 2006 met een meerderheid van 62 van de 103 stemmen bij 10 onthoudingen om niet als onafhankelijke partij met Dedecker naar de verkiezingen te gaan en het kartel met CD&V te herstellen. Dedecker stapte daarop ontgoocheld uit de N-VA. In 2010 ging de denktank Cassandra op in Libera!.
Dedecker wilde zich nadien bezinnen omtrent zijn politieke toekomst. Op 13 december 2006 stuurde Hugo Coveliers een open brief aan Dedecker om zijn medeleven uit te drukken omtrent zijn mislukte toenaderingspoging richting de N-VA.
Ondertussen maakte hij bekend als gemeenteraadslid van Oostende bij de verkiezing van de leden van de OCMW-raad op 2 januari 2007 zijn acht stemmen te geven aan kandidaten van het Vlaams Belang.

#### LDD
Op 3 januari 2007 maakte Dedecker bekend een nieuwe politieke partij te zullen oprichten. Op 4 januari 2007 lichtte Dedecker zijn plannen toe door te stellen het Vlaamse partijpolitieke equivalent te willen zijn van Geert Wilders en Pim Fortuyn. Hij noemde zijn project een gezond rechtse politieke formatie.
Op 6 januari vond er een voorbereidende vergadering plaats in Oostende met enkele sympathisanten, onder wie prof.dr. Boudewijn Bouckaert (ex-VLD), oud-burgemeester van Ledegem Paul Vanhie, Walter Govaert, oud-schepen van Keerbergen John Lambrechts (ook ex-VLD) en Saïd Bouharrak, een consultant van Belgisch-Marokkaanse afkomst.
Op 13 januari kocht Dedecker een steunkaart van VLOTT op de nieuwjaarsreceptie van die partij. De Oostendse liberaal benadrukte echter dat het enkel ging om steun voor de partij van zijn geestesgenoot Hugo Coveliers. Op 16 januari lekte uit dat zijn nieuwe partij de naam Lijst Dedecker zou dragen.
Dedecker stelde zijn nieuwe partij officieel voor op 19 januari 2007 in het Huis van de Parlementsleden in Brussel. Bij de verkiezingen van 10 juni 2007 verraste hij vriend en vijand met het binnenhalen van veel stemmen en in één klap als een pas opgerichte partij meteen vijf Kamerzetels en een Senaatszetel te behalen. Dedecker zelf werd verkozen in de Kamer, waardoor hij ontslag moest nemen in het Vlaams Parlement en zodoende ook als gemeenschapssenator. Begin juli werd hij als Vlaams Parlementslid opgevolgd door Patrick De Klerck. Van 2007 tot 2010 was hij in de Kamer voorzitter van de LDD-fractie.
In april 2009 wekte Dedecker opschudding in het politieke milieu toen bleek dat hij een privédetective had ingehuurd om minister van Buitenlandse Zaken Karel De Gucht te controleren op vermeende onregelmatigheden bij vastgoedtransacties. CD&V-voorzitster Marianne Thyssen sprak van "een onverantwoorde methode die niet thuishoort in onze politieke cultuur". De Gucht zelf sprak van "fascistische praktijken". Dedecker repliceerde daarop met: 'Het is mijn plicht als parlementair om de uitvoerende macht te controleren', en dat hij in de toekomst gelijkaardige initiatieven zou nemen. Hij gaf ook nog mee dat beëdigde personen uit de gerechtelijke wereld verklaard hebben dat minister De Gucht en mensen uit zijn zakelijke entourage betrokken waren bij de onderhandelingen over de huurcontracten van een zestal gerechtsgebouwen in België in het kader van een sale-and-leaseback-operatie ervan via de bvba Redeba Invest. Op het ogenblik dat Dedecker zijn privé-onderzoek voerde, had de BBI van Gent o.l.v. Karel Anthonissen dat al gedaan, maar dat kon hij niet weten vóór het vonnis van 17 januari 2012 over deze zaak. Nadat zijn parlementaire onschendbaarheid was opgeheven, bevond de correctionele rechtbank van Hasselt Dedecker schuldig aan schriftvervalsing. Een mondelinge overeenkomst tussen de detective en Dedecker van 22 november 2008 werd pas in mei 2009 geformaliseerd door de handtekening van Dedecker op datum van 22 november 2008 (antidatering).
In oktober 2009 publiceerde hij het boek Hoofddoek of blinddoek, waarin hij de migratie en de opmars van de islam in Europa bekritiseerde. In mei 2010 volgde het boek De aarde warmt op en de geesten verhitten, waarin hij van leer trok tegen het op hol geslagen ecologisme als een nieuwe vorm van religie.
Eind mei 2010 zorgde hij weer voor commotie toen hij tijdens een verkiezingsdebat van de Vlaamse Volksbeweging (VVB) te Brugge op de kandidaten van de andere aanwezige partijen, kennelijk dronken, begon te schelden en te tieren, waardoor het debat vervroegd moest worden stilgelegd.
Kort daarop verklaarde hij dat als het verkiezingsresultaat bij de verkiezingen dat jaar zwaar zou tegenvallen, hij terugtrad uit de politiek. Na een teleurstellend verkiezingsresultaat - zijn partij behaalde slechts één zetel in de Kamer, namelijk voor Dedecker zelf - bood hij inderdaad zijn ontslag aan en werd hij als partijvoorzitter opgevolgd door Lode Vereeck, maar Dedecker bleef toch politiek actief. Tevens werd een naamsverandering van de partij aangekondigd mits behoud van het acroniem LDD. De nieuwe naam werd voorgesteld op een nieuwjaarsreceptie op 22 januari 2011: Libertair, Direct, Democratisch. Daarbij werd ook meegedeeld dat Jean-Marie Dedecker toch opnieuw voorzitter van zijn partij werd.
In 2012 verhuisde Dedecker naar Middelkerke, waar hij later dat jaar opkwam bij de gemeenteraadsverkiezingen. Dedeckers partij werd er met 25% tweede, na de Open Vld. Met 2331 voorkeurstemmen werd Dedecker de populairste politicus in de gemeente, maar toch viel hij toen uit de boot voor een bestuurscoalitie, want de Open Vld ging in zee met de CD&V. Voor de verkiezingen in 2014 diende LDD alleen een lijst in in West-Vlaanderen voor de Kamer. Dedecker was lijsttrekker, maar zijn partij haalde de kiesdrempel niet en dus werd hij niet herkozen.
In 2015 ontving hij de Prijs voor de Vrijheid van de rechts-liberale denktank Libera!.
Op 14 oktober 2018 haalde LDD bij de gemeenteraadsverkiezingen in Middelkerke ruim 44% van de stemmen binnen, wat zorgde voor een absolute meerderheid met 14 van de 25 zetels. Dedecker werd begin januari 2019 burgemeester in het nieuwe schepencollege.

#### Verkiezingen 2019
In mei 2019 duwde Dedecker bij de federale verkiezingen als onafhankelijke de West-Vlaamse Kamerlijst voor de N-VA. Hij raakte verkozen met 40.781 voorkeurstemmen en ging als onafhankelijke in de Kamer zetelen.
In oktober 2020 verklaarde Dedecker in een interview dat hij op korte termijn ontslag wilde nemen uit de Kamer om prioriteit te geven aan zijn burgemeesterschap. Hij zou hiermee zijn plek afstaan aan eerste opvolger Joren Vermeersch. Uiteindelijk bleef hij toch tot het einde van de legislatuur in het parlement zetelen.

#### Verkiezingen 2024
In juli 2023 raakte bekend dat Dedecker in aanloop naar de wetgevende verkiezingen van 9 juni 2024 werkte aan een nationale herlancering van LDD en gesprekken voerde om te onderzoeken in hoeverre de partij politiek leefbaar kon zijn. Tegelijkertijd toonden ook N-VA en Vlaams Belang interesse in een samenwerking met Dedecker. Uiteindelijk gooide hij het in september 2023 op een akkoord met N-VA en werd hij als onafhankelijke lijsttrekker van de West-Vlaamse Kamerlijst van deze partij. Met 58.603 voorkeurstemmen werd hij opnieuw verkozen voor de Kamer. Ditmaal nam hij wel zitting in de N-VA-fractie, al sloot hij zich niet aan bij de partij. 
Op 3 februari 2025 stapte Dedecker uit de N-VA-Kamerfractie na het installatie van de regering-De Wever, waar de N-VA deel van uitmaakt, omdat hij naar eigen zeggen de vrijheid wilde om de regering kritisch te kunnen controleren. Hij sprak wel zijn steun uit voor het regeerakkoord, maar kantte zich tegen de geplande invoering van een meerwaardebelasting.
Voor de lokale verkiezingen in Middelkerke kwam Dedecker als zittend burgemeester op 13 oktober 2024 opnieuw op onder de benaming Lijst Dedecker (LDD). Met 43,3 procent van de stemmen haalde zijn partij 12 van de 25 zetels in de gemeenteraad binnen. Als lijsttrekker kreeg hij 3.243 voorkeurstemmen. Dedecker beschuldigde de lokale N-VA afdeling met lijsttrekker Marc Descheemaecker van een bitsige verkiezingscampagne en dacht eraan met Vlaams Belang een coalitie aan te gaan, maar ging uiteindelijk onder bemiddeling van Bart De Wever en Theo Francken toch in zee met N-VA. Hij bleef aan als burgemeester.

## Privéleven
In februari 2015 huwde Jean-Marie Dedecker met Christine Dehaemers, die al 25 jaar zijn secretaresse en geliefde was. Het huwelijk vond plaats in aanwezigheid van onder meer zijn goede vriend Peter Reekmans, burgemeester voor Lijst Dedecker in Glabbeek.
Uit een eerder 42-jarig huwelijk heeft Dedecker twee zonen. Een van hen, Dimitri, is advocaat ondernemingsrecht en daarnaast als specialist in sportrecht ook auteur en raadgever bij de voetbalclubs KV Oostende en Cercle Brugge. In oktober 2024 deed hij mee aan de gemeenteraadsverkiezingen in de badplaats Nieuwpoort als lijsttrekker van de partij Gezond Verstand Nieuwpoort en geraakte verkozen als gemeenteraadslid.

## Eretekens

### Ridderorden
| Lint | Land           | Decoratie                               | Referentie |
| ---- | -------------- | --------------------------------------- | ---------- |
|      | België (ordes) | Commandeur in de Kroonorde (6 mei 2009) | [ 42 ]     |

## Publicaties
- Ik, Jean-Marie Dedecker (met co-auteur Hans Vandeweghe), uitgeverij Van Halewyck, Leuven, 1998, 216 p. ISBN 9789056171896
- Rechts voor de Raap, uitgeverij Van Halewyck, Leuven, 2006, 263 p. ISBN 9789492639349
- Hoofddoek of blinddoek?, De migratie ontsluierd, uitgeverij Van Halewyck, Leuven, 2009, 176 p. ISBN 9789056179311
- De aarde warmt op en de geesten verhitten, ecologisme als nieuwe machtige religie, uitgeverij Van Halewyck, Leuven, 2010, 216 p. ISBN 9789461310064
- Eén tegen allen memoires, Borgerhoff & Lamberigts, Gent, 2012, 260 p. ISBN 9789089313188
- Vrank en Vrij : ongezouten meningen, Doorbraak Boeken, Deurne, 2017, 285 p. ISBN 9789082567342
- Geen blad voor de mond, Doorbraak Boeken, Deurne, 2019, 318 p. ISBN 9789492639349
- Ik krijg altijd gelijk, Ertsberg, Aalter, 2021, 319 p. ISBN 9789464369168

## Trivia
- In 2004 nam Dedecker deel aan het tweede seizoen van De Slimste Mens. Na vier deelnames moest hij de quiz verlaten, volgens nethoofd Mark Coenen na een "beslissing van hogeraf".[43] In 2017 nam hij opnieuw deel, maar hij lag er ditmaal al na één aflevering uit.
- In de musicalversie van Madagascar sprak hij de stem in van een pinguïn.[44]
- In 2011 schilderde de Belgische kunstschilder Luc Tuymans een werk geïnspireerd op een foto van de persfotografe Katrijn Van Giel. De schilderij en foto tonen een zwetend voorhoofd van Dedecker. Tuymans  noemde het werk A Belgian politician.
- In 2017 had hij een cameo in F.C. De Kampioenen 3: Forever.